# عباد يحيى
عبّاد يحيى كاتب وروائي وباحث وإعلامي من فلسطين، حاصل على شهادة الماجستير في علم الاجتماع من جامعة بيرزيت في فلسطين. شغل العديد من المناصب في المؤسسات الإعلامية والبحثية في العديد من الدول العربية والعالمية، ويشغل حاليًا منصب المدير العام لشبكة التلفزيون العربي.

## نشأته وتعليمه
وُلد عباد في مدينة جنين شمال الضفة الغربية في فلسطين في 29 فبراير 1988. تلقّى تعليمه المدرسي في جنين.
حصل على درجة البكالوريوس في تخصص "الإذاعة والتلفزيون"، ثم درجة الماجستير في "علم الاجتماع" من جامعة بيرزيت.

## حياته المهنية
يشغل عبّاد يحيى حالياً منصب المدير العام الحالي لشبكة التلفزيون العربي، التي تتخذ من مدينة لوسيل في قطر مقرًا لها، إذ يشغل هذا المنصب منذ عام 2022. إلى جانب ذلك، هو عضو في مجلس أمناء الأكاديمية العربية الدولية في قطر. قبل توليه هذا الدور، كان يشغل منصب مدير قطاع الإعلام في مجموعة فضاءات ميديا، المالكة لشبكة التلفزيون العربي، كما كان عضوًا في الهيئة التأسيسية ومديراً للتحرير لمجلة "منهجيات."
في بداية مسيرته الإعلامية، عمل عبّاد مراسلاً لمدة ثلاث سنوات مع إذاعة مونت كارلو الدولية، وكاتب عمود في صحيفة "العربي الجديد". كما عمل كباحث مساعد في المركز العربي للأبحاث ودراسة السياسات، مما أضاف إلى خبرته الأكاديمية والمهنية.
في عام 2013، بدأ مسيرته في العمل الإداري، حيث تولى منصب سكرتير تحرير في مجلة “تبيّن للدراسات الفلسفية والنظريات النقدية”، قبل أن يصبح رئيس تحرير موقع “ألترا صوت”، ومن ثم الرئيس التنفيذي لشركة "جيل ميديا" للتسويق الرقمي.

## جوائز
حاز عباد يحيى على منحة «كاتب في المنفى» من رابطة الكتاب الألمان (PEN-Zentrum Deutschalnd)، كما رشح إلى القائمة القصيرة لجائزة حرية التعبير من منظمة مؤشر الرقابة، وهي منظمة عالمية متخصصة بمراقبة أوضاع حرية التعبير في العالم.

## أعماله

### أعماله الأدبية
كان لعبّاد العديد من الأعمال الروائية التي تناولت الوضع في فلسطين عامّة وفي مدينة رام الله خاصّة، حيث احتلت المدينة مكانةً رئيسةً في عمله الأدبي والبحثي، وقد كانت أعماله المطبوعة ما يلي:
1. رواية "يحدث في البيوت": والتي صدرت عام 2025 عن "منشورات المتوسط". تدور الرواية في رام الله بين السبعينيات والثمانينيات، حيث يلتقي شاب وسيدة بصدفة تقود إلى عملية سرية تغيّر حياتهما. تستعرض الرواية تحولات رام الله بعد احتلال 1967، وتكشف عبر ذكريات العجوز الراوي أسرار الماضي وعلاقته بالسيدة والأستاذ المحامي. بأسلوب أدبي متوازن، تنقل الرواية روحًا فلسطينية مميزة وتوثّق فترة مفصلية من تاريخ المدينة.[10]
2. رواية "رام الله": والتي صدرت عام 2020 عن "منشورات المتوسط". تقدم الرواية سردًا ملحميًا لتاريخ مدينة رام الله، مستعرضة تحوّلاتها الكبرى عبر الحقب الزمنية المختلفة (على مدار 150 عاماً)، من العهد العثماني حتى زمن السلطة الفلسطينية. كما تعكس الرواية التحولات الاجتماعية والسياسية للمدينة وسكانها، بين الحروب والهجرات والحب والخيانة.
3. رواية "جريمة في رام الله": والتي صدرت عام 2017 عن "منشورات المتوسط". تسلط الرواية الضوء على تفاصيل حياة ثلاثة شبان يعيشون في رام الله، حيث تتشابك قصصهم بجريمة قتل غامضة، مع معالجة عميقة لعوالمهم الداخلية وتحولاتهم في سياق اجتماعي معقد. الجدل حول الرواية ركّز على شخصياتها وأبعادها الرمزية.
4. رواية "هاتف عمومي": والتي صدرت عام 2015 عن "عمان الأهلية للنشر والتوزيع". تقدم الرواية نقدًا غير مباشر للواقع الاجتماعي والثقافي، متناولةً تطورات الشخصيات بعيدًا عن التركيز المباشر على الاحتلال، وبأسلوب سردي متجدد، تركز الرواية على التعمق في الشخصيات ورصد التغيرات الاجتماعية، ما يعكس تجربة أدبية تقدم رؤية مختلفة للأدب الفلسطيني المعاصر.
5. رواية "القِسم 14": والتي صدرت عام 2014 عن "المركز الثقافي العربي". تتناول الرواية تأثير الهيمنة العسكرية الغربية على المجتمعات في العالم الثالث، وذلك من خلال معسكر للجنود يديره عقيد وطني يصطدم بصراعات داخلية وتحديات خارجية. كما تستعرض الرواية العلاقة المعقدة بين المدنيين والعسكريين، وتأثير التدخلات الأجنبية على تشكيل النفوس والمجتمعات.
6. رواية "رام الله الشقراء": والتي صدرت عام 2013 عن "دار الفيل" في القدس، وتقع في 126 صفحة. الرواية تسلّط الضوء على التحولات الاجتماعية والثقافية والسياسية التي طرأت على مدينة رام الله بعد انتفاضة الأقصى عام 2005. كما تستعرض الرواية تأثير التمويل الأجنبي والغزو الثقافي الغربي، مشيرة إلى تناقضات المدينة التي أصبحت رمزًا لتحولات الهوية الفلسطينية في ظل الاحتلال والنيو ليبرالية.

### أعماله البحثية
بالإضافة إلى أعماله الأدبية، صدر عن عبّاد عدد من الأبحاث، كانت كالآتي:
1. الأثر الاستعماري وتشظية المجتمع الفلسطيني: حيث تناقش هذه الورقة دور الإحصاء في الأراضي المحتلة منذ 1967 وتأثيره الاستعماري، مركزة على مرحلة ما بعد أوسلو وإنشاء الجهاز المركزي الفلسطيني للإحصاء. كما تسلط الضوء على بحث معهد "فافو" كنقطة انتقالية، موضحةً كيف ساهم الإحصاء في تشظية المجتمع الفلسطيني وتعزيز الرقابة عليه.[11]
2. مساهمة في نقد الانشغال العربي بثنائية المعرفي/الأيديولوجي: حيثُ يحلل البحث الثنائية المعرفية/الأيديولوجية في السياق العربي، مستندًا إلى إسهامات فكرية لتطوير منهجية نقدية. كما يدرس الإنتاج البحثي الاجتماعي في الضفة الغربية قبل أوسلو، ويكشف عن هيمنة "الالتزام الوطني" وتأثيره على البحث.[12]
3. التاريخ الشفوي والتهميش المزدوج - النساء الفلاحات الفلسطينيات وسرديات النكبة (باللغة الإنجليزية): والذي يبحث في التاريخ الشفوي للنكبة، مع التركيز على روايات النساء الفلاحات الفلسطينيات من قرية مغلس، متسائلًا عن سبب التشابه الكبير في السرديات وأصوات التجارب المهمشة.[13] وقد ذكر ذلك البحث المؤرخ المعروف سليم تماري في إحدى منشوراته.[14]

## ردود أفعال على روايته "جريمة في رام الله"
صدر للكاتب في عام 2017 رواية "جريمة في رام الله" عن منشورات المتوسط وقد أحدثت الرواية صدىً إعلاميّاً واسعاً بعد قيام السلطات الفلسطينية بمصادرتها بحجّة الإخلال بالآداب والحياء العام. وقد أصدر النائب العام الفلسطيني قراراً بمنع الرواية واستدعاء الكاتب عبّاد يحيى للتحقيق. وقد تصاعدت ردود الفعل في الأوساط الثقافية بعد صدور هذا القرار وتطبيقه، إذ عبّر مثقفون وكتاب وإعلاميّون عن تضامنهم مع الكاتب ووقوفهم إلى ما يعتبرونه حريّة الرأي والتعبير والإبداع، وصدر بيان نشر على وسائل التواصل الاجتماعي للتعبير عن موقفهم الرافض لمصادرة الرواية.